# Distrito de Rin-Neuss
El Distrito de Neuss (en alemán: Rhein-Kreis Neuss) es un kreis (distrito) ubicado en el estado federal de Renania del Norte-Westfalia (Alemania). El distrito pertenece al Regierungsbezirk Düsseldorf y tiene como capital la ciudad de Neuss. Desde la reforma realizada en el distrito durante el año 2003 pasó de tener la denominación de Kreis Neuss a la actual Rhein-Kreis Neuss.

## Geografía
El territorio del Rhein-Kreis Neuss hace frontera al norte con el distrito de Viersen y con las ciudades de Krefeld y Duisburgo, al este con la ciudad de Düsseldorf y el distrito de Mettmann, al sur con la ciudad de Colonia y con el Distrito de Rin-Erft, al oeste limita con los distritos de Düren y Heinsberg así como con la ciudad de Mönchengladbach.

## Composición del Distrito
| Ciudades 1. Dormagen (63.631) 2. Grevenbroich (64.705) 3. Kaarst (42.140) 4. Korschenbroich (33.437) 5. Meerbusch (55.276) 6. Neuss (152.630) | Gemeinden 1. Jüchen (22.469) 2. Rommerskirchen (12.456) |

(Habitantes del 31 de agosto de 2006)